# Edward Muscare
Edward Robert Muscare, all'anagrafe Eduardo Muscare (New York, 27 settembre 1932 – Lake Butler, 8 gennaio 2012), è stato un personaggio televisivo e youtuber statunitense.
Ha raggiunto grande notorietà per i video eccentrici e a tratti comici caricati da lui stesso sul suo account YouTube, chiamato Edarem, tra il 2006 e il 2009.

## Biografia

### Primi anni
Edward Muscare nasce nel sobborgo di Queens a New York il 27 settembre 1932 in una famiglia di origini italiane: sua madre era originaria di Caltanissetta. Cercando di guadagnarsi da vivere, i genitori lavoravano come sarti. Muscare era il più giovane di sette figli e ricevette un'educazione cattolica. Nel 1945 si trasferisce assieme alla famiglia in Florida, dove frequentò il liceo, in particolare prese anche lezioni di canto, di inglese e partecipò anche ai glee club. Una volta terminate le superiori, ritornò a New York, dove lavorò per un breve periodo in una fabbrica di vestiti, per poi tornare nuovamente in Florida. Dopo aver avuto alcuni problemi con la legge si unì all'esercito americano, dove investì nella carica di operatore nei codici Morse dapprima in Carolina del Sud e poi nell'allora Germania Ovest. Nel 1959 si sposò con Ruth Carr in Nevada ma si separarono poco tempo dopo.
Muscare iniziò la sua carriera televisiva nel 1970 debuttando su KBMA-TV, una stazione televisiva operante a Kansas City, nel Missouri, in una trasmissione per bambini dal titolo 41 Treehouse Lane, che ha condotto fino al 1983. Più avanti negli anni venne riconosciuto dal pubblico con lo pseudonimo Uncle Ed e condusse anche un Late Show dal titolo Uncle Ed's All Night Live fino al 1984.
Nel 1986 venne arrestato dalla polizia con l'accusa di molestie sessuali ai danni di un ragazzino di 14 anni, che avrebbe adescato l'anno prima. Venne condannato a 18 mesi di prigione e per i successivi 10 anni venne posto in libertà vigilata.

### La fama su YouTube
Nel 2006 Muscare aprì un canale YouTube usando lo pseudonimo Edarem, dove caricò circa 130 video in cui parlava spesso della sua vita quotidiana e di argomenti di varie tematiche. Il suo video più famoso venne caricato all'inizio del 2009, in cui si vede Edward seduto su una sedia che balla e canticchia sulle note di Oh, Pretty Woman. Questo video sfiorò in poco tempo il milione di visualizzazioni.
Nel 2007 torna in Florida dopo aver sostenuto di aver subito molestie dai suoi vicini che avevano appreso del suo status di trasgressore sessuale. Si trasferisce poi in Carolina del Sud dove, sebbene fosse legalmente obbligato a informare le autorità locali del suo status di ex molestatore sessuale, si rifiutò di farlo, temendo che sarebbe stato ancora perseguitato dai vicini se questi avessero scoperto del suo passato da sex offender. Nei mesi successivi apparve in un programma televisivo trasmesso a Orlando, in cui ammetteva che chi commetteva reati sessuali avrebbe avuto una seconda possibilità nella società e confermò anche del suo rifiuto di informare gli agenti della sua situazione, temendo per la sua incolumità. La polizia della Carolina del Sud, dopo aver appreso che Muscare si trovava da quelle parti, emise un mandato d'arresto su di lui. La polizia irruppe nella sua casa nel maggio 2009, dove hanno confiscato diversi oggetti di sua appartenenza, tra cui alcune bottiglie d'alcol e il suo computer, seguendo una legge dello stato che impediva a chi avesse avuto precedenti di questo tipo di possedere uno di questi oggetti. Subito dopo si scoprì che sul computer non c'era alcun tipo di materiale illegale. Muscare venne condannato a cinque anni di libertà vigilata.
Non potendo più caricare video sul suo canale YouTube a causa della sua condanna da scontare, Edward si rivolse a qualcuno per fargli pubblicare altri video, ma gli ufficiali lo citarono in tribunale in quello stesso anno poiché si trattava di una violazione della sua libertà vigilata. Durante la sentenza tenutasi a Orlando nel gennaio 2010, Muscare cercò in tutti i modi di giustificarsi dicendo di non aver commesso niente di sbagliato e che creò quei video solo per intrattenere e divertire il pubblico su Internet. Nonostante ciò, però, il giudice lo condannò a cinque anni di carcere da scontare presso il penitenziario di Lake Butler per aver violato l'ordine riguardante la sua libertà vigilata. Dopo la condanna, alcuni fan sul suo sito scrissero messaggi di supporto, criticando anche la decisione del magistrato profondamente ingiusta. Anche un suo vicino di casa lo difese mentre era intervistato da alcuni giornalisti, dicendo inoltre di aver visto Muscare come una persona cordiale, affidabile e amichevole nel momento del bisogno. A partire dalla fine del 2010 il canale YouTube di Edward finì nelle mani della sua compagna Marion.

### La morte
Muscare muore la sera dell'8 gennaio 2012 all'età di 79 anni presso l'ospedale della prigione di Lake Butler dopo che nell'ottobre 2011 gli venne diagnosticato un cancro ai polmoni. La sua morte venne annunciata dalla sua compagna Marion in un video pubblicato sul canale YouTube di Edward.